# Twoism
Twoism ist das erste Album des schottischen Elektroduos Boards of Canada. Es erschien 1995 auf ihrem eigenen Plattenlabel Music70. 
Das Album wurde als selbstfinanzierte Kassette und Schallplatte privat vertrieben. Bis zur EP Hi Scores auf Skam Records wurde Boards of Canada nicht öffentlich vertrieben. Twoism war jedoch das Werk, das von Skam Records bemerkt wurde. 2002 wurde das Album auf CD und LP von Warp Records wiederveröffentlicht.

## Inhalt
Es gibt Unterschiede zwischen Sixtyniner auf diesem Album und dem gleichnamigen Track auf Music Has the Right to Children (1998). Boards of Canada veröffentlichten oft frühere Tracks auf späteren, bekannteren Alben, mitunter wie in diesem Fall mit Unterschieden.
Smokes Quantity (was ebenfalls später auf Music Has the Right to Children erschien) besitzt am Ende noch den kurzen, auf der LP nicht aufgeführten Hidden Track 1986 Summer Fire.

## Veröffentlichung
Bevor Twoism erneut erschien, galt es als heißgesuchte Rarität, da das Album nur etwa einhundertmal gepresst wurde. Es kostete oft etwa 800 $, das Album zu erwerben.
Twoism ist die einzige weitverbreitete Veröffentlichung von Boards of Canada mit dem frühen dritten Mitglied Chris Horne, welcher auf der Originalveröffentlichung als Chris H. im Booklet angegeben wurde. Allerdings wurde sein Name auf der Warp-Veröffentlichung 2002 komplett weggelassen. Somit ist nicht klar, wie viel und inwiefern er an dieser Platte mitproduzierte.
Die Audiokanäle wurden auf der CD-Wiederveröffentlichung verglichen mit der Original-LP invertiert. Dies merkt man besonders deutlich an den Tracks Seeya Later und Smokes Quantity.

## Artwork
Das Albumcover (zwei Motorradfahrer halten ihre Helme gegeneinander) stammt aus dem Film The Killings at Outpost Zeta aus dem Jahr 1980.
Die erste CD-Pressung von Warp Records war auf einer schwarzen CD und ähnelte somit PlayStation-Discs. Die CD enthielt zudem einen gelben Boards of Canada-Sticker. Der Barcode auf der CD-Hülle war ebenfalls ein leicht zu entfernender Sticker.

## Rezeption
Am 9. Januar 2003 vergab das Online-Musikmagazin Pitchfork Media 7 von 10 Punkten an das Album.
Auf allmusic bekam das Album vier von fünf Sternen und John Bush schrieb:

„Excepting only the rigid drum monster "Basefree" (which sounds a bit like Aphex Twin circa 1992), Twoism features the same exquisitely spooky, textured emotronica that fans will want to hear, all at as high a level as the brilliant Music Has the Right to Children to boot.“

„Mit Ausnahme vom heftigen Schlagzeug-Ungetüm "Basefree", was ein bisschen wie Aphex Twin circa 1992 klingt, beinhaltet Twoism die gleiche exquisit unheimliche, textuelle Emotronic-Musik, die die Fans hören wollen. Alles noch obendrein auf dem gleichen Level wie das brillante Music Has the Right to Children.“

## Titelliste
Alle Tracks von Boards of Canada.
1. Sixtyniner  5:17
2. Oirectine  5:11
3. Iced Cooly  2:22
4. Basefree  6:35
5. Twoism  6:06
6. Seeya Later  4:33
7. Melissa Juice  1:32
8. Smokes Quantity  3:10
9. 1986 Summer Fire"  1:36 (Hidden Track)